# Гандзасар (стадион)
Стадион Гандзасар е футбoлен стадион в град Капан, Армения, с капацитет 3500 места.
До 2008 г. стадиона се нарича Лернагорц. Около стадиона има и по-малки игрища, на които тренират детските формации на отбора.